# 호제르 마샤두 마르케스
호제르 마샤두 마르케스 (1975년 4월 24일 ~ )는 브라질의 전 축구 선수, 축구 감독이다.

## 통계
| 브라질 | 브라질 | 브라질 |
| 연도   | 출전   | 골     |
| ------ | ------ | ------ |
| 2001   | 1      | 0      |
| 합계   | 1      | 0      |